# Личное имя
Ли́чное и́мя — социолингвистическая единица, разновидность имени собственного, один из главных персональных языковых идентификаторов человека или какого-либо одушевлённого существа.

## Прозвище как личное имя
Изначально в качестве личного имени человека употреблялось его прозвище, которое, помимо обозначения данного человека, обладало ещё неким значением. Для девочек выбирались прозвища, которые подчёркивали их женственность: обычно это было название цветов, плодов или животных. Мальчикам же давали прозвища, подчёркивающие их мужество и силу. Считалось, что имя предопределит дальнейшую судьбу ребёнка. В процессе жизни прозвища могли меняться в зависимости от тех или иных обстоятельств. Обычно полученное во взрослом возрасте прозвище отражало какую-то особенность данного человека. Так появились прозвища Кудрявый, Сильный, Меткая Стрела, Одинокий Пень и так далее. Иногда изначальное значение такого прозвища терялось, и данное слово уже означало только имя и ничего более. В дальнейшем некоторые из таких прозвищ закреплялись традицией. Дело в том, что свои прозвища новорождённые часто получали в честь каких-то других людей, чаще всего умерших родственников.

## Дополнительные имена
В некоторых культурах человек получал несколько имён, из которых лишь немногие открыто употреблялись в быту, а остальные имели сакральное значение и были недоступны посторонним.

Современному человеку очень трудно понять одну особенность психологии территориальной общины: ее члены не имели личных имён. Во время распространения христианства в Европе многие народы не имели личных имён, и поэтому крестить означало ещё и «дать имя». У римлян было всего два десятка имён, и те заимствованные. Заимствованными были большинство германских имён (на это обращал внимание Иордан в VI веке), причем на германской почве они обычно переосмысливались (например, кельтское имя Ригсдаг — добрый король — превращалось в Регенстаг — дождливый день, а Горм, Гворм — знатный — в Ворм — червь). Не было у римлян и собственных женских имён (женщин называли либо по порядку рождения, либо по мужу). У славян имена появляются лишь у князей (обычно это титулы — Владислав, Святополк, Владимир и т. д.), а затем у выделяющейся аристократии. Даже в XIII веке, когда христианство внедрялось у балтийских славян, целые села их принимали одно и то же имя (магдебургскому архиепископу пришлось обратиться со специальным посланием, запрещающим славянам принимать одно и то же имя Иван). Даже и в XIX веке в одной семье могло быть несколько Иванов (если их рождение попадало на дни соответствующего святого), а фамилии утвердились и вовсе недавно.
У племён с кровно-родственной общиной имена обычно были, в том числе и у женщин.
— А.Г. Кузьмин. «Истоки русского национального характера»